# Chubbschloss

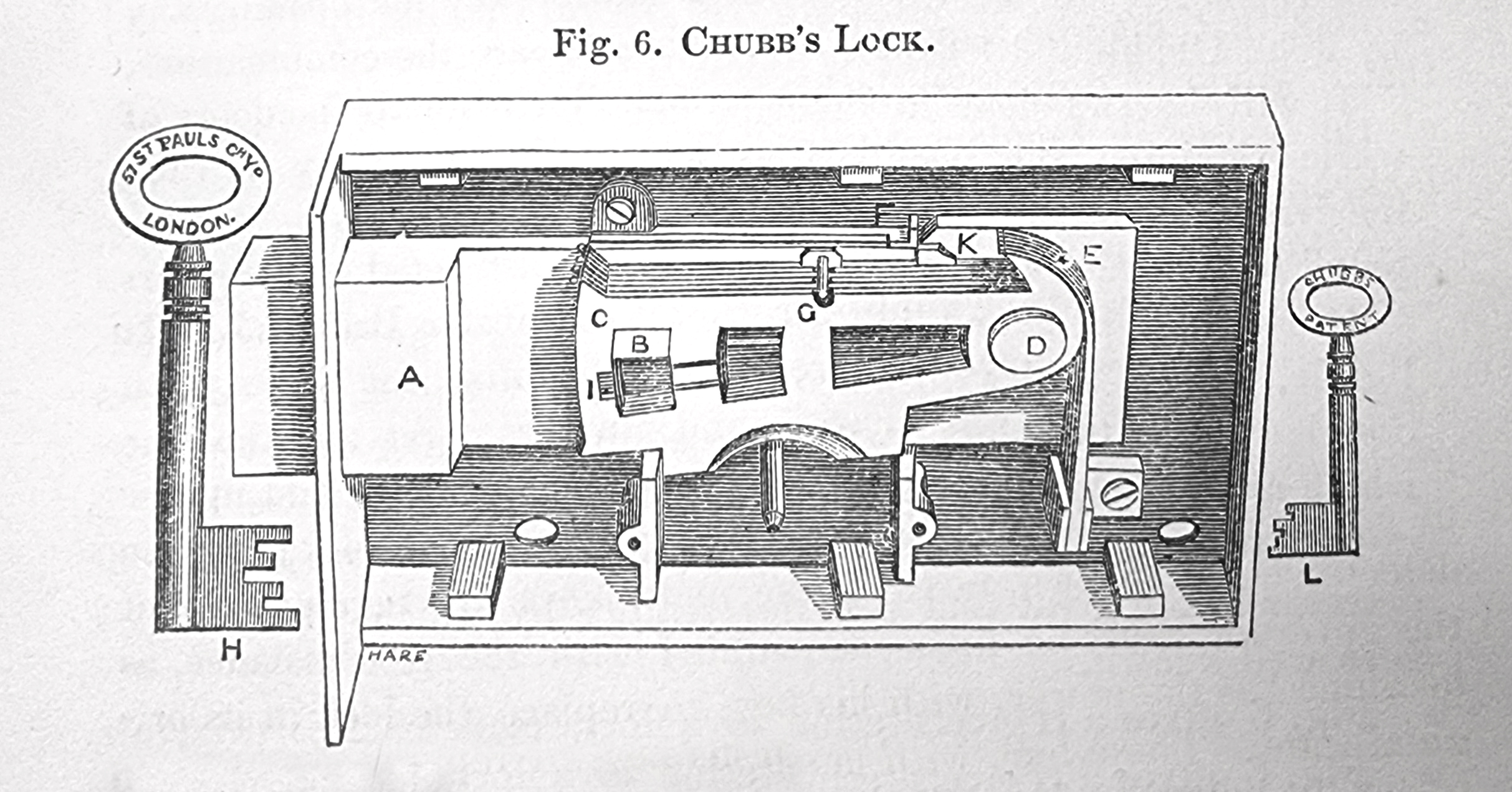
Konstruktionszeichnung eines Chubbschlosses, um 1850

Animation eines Chubbschlosses

Das Chubbschloss (auch Zuhaltungsschloss (Kurzzeichen: ZH) oder tosisches Schloss genannt) ist nach seinem Erfinder Jeremiah Chubb benannt, der es 1818 aus dem Buntbartschloss weiterentwickelt hat.

## Funktion
Das Chubbschloss weist mehrere Sperrzuhaltungen auf, die durch den gestuften Schlüsselbart so angehoben werden, dass der Riegel bewegt werden kann. Der Riegel wird im Regelfall durch zweimaliges Drehen des Schlüssels vorgeschlossen (zweitourig). Die Variationsmöglichkeiten bestehen dabei in den unterschiedlichen Formen des Schlüsselbarts und in seinen unterschiedlichen Einschnitten.
Der Schlüssel entspricht einem einfachen Schrank- oder Buntbartschlüssel, in dessen Bart einige Nuten geschnitten wurden. Sie heben die Zuhaltungen in eine bestimmte Höhe, so dass diese den Riegel freigeben. Sind die Schlüsseleinschnitte zu hoch oder zu niedrig, lässt sich das Schloss nicht öffnen.
Chubbschlösser mit Falle und eingebautem Wechsel haben die Eigenheit, dass die Zuhaltungen nur den Riegeltransport blockieren, nicht aber die Betätigung der Falle. Wenn also die Tür aus Unachtsamkeit ins Schloss gefallen ist, kann man sie mit einem ausreichend stabilen Dietrich öffnen, so dass sich gegebenenfalls der Schlüssel-Notdienst erübrigt.

## Verbreitung
In Deutschland waren Chubbschlösser für Haus- und Wohnungstüren nur bis in die 1950er- und 1960er-Jahre üblich, da sie im Vergleich zu Zylinderschlössern einen relativ klotzigen und sperrigen Schlüssel besitzen; für Zimmertüren wiederum sind sie zu teuer. In Deutschland werden sie im Privatbereich des Öfteren in Form von Blockschlössern zur Scharfschaltung von Einbruchmeldeanlagen eingesetzt.
Es gibt auch weiterentwickelte sichere und komplizierte Chubbschlösser, die oft für Gefängniszellentüren, Schließfächer und Tresore benutzt werden. Die hochwertigen und komplexen Bauarten gelten als extrem sicher. Ein Vorteil der Chubbschlösser ist dabei, dass man die Reihenfolge der Zuhaltungen ändern bzw. die Zuhaltungen auswechseln kann, wenn z. B. ein Schlüssel verlorengegangen ist und man verhindern möchte, dass ein eventueller Finder sich damit Zugang verschafft. Zwar müssen dann auch sämtliche berechtigt im Umlauf befindlichen Schlüssel ersetzt werden, ein Tausch des kompletten Schlosses ist aber nicht nötig.
Moderne Chubbschlösser in Haustüren sind besonders in Großbritannien und Skandinavien üblich. Dort gelten sie als wesentlich sicherer als Zylinderschlösser.